# Rychnovek
Rychnovek – gmina w Czechach, w powiecie Náchod, w kraju hradeckim. Według danych z dnia 1 stycznia 2014 liczyła 627 mieszkańców.